# Eumarozia
Eumarozia är ett släkte av fjärilar. Eumarozia ingår i familjen vecklare.
Kladogram enligt Catalogue of Life:
| Eumarozia | \| \| Eumarozia beckeri \| \| \| \| \| \| Eumarozia elaeanthes \| \| \| \| \| \| Eumarozia malachitana \| \| \| \| |
|           | \| \| Eumarozia beckeri \| \| \| \| \| \| Eumarozia elaeanthes \| \| \| \| \| \| Eumarozia malachitana \| \| \| \| |
|           | Eumarozia beckeri                                                                                                  |
|           | |
|           | Eumarozia elaeanthes                                                                                               |
|           | |
|           | Eumarozia malachitana                                                                                              |
|           | |